# Ђорђе Јовановић (глумац)
Ђорђе Јовановић (Београд, 12. мај 1933 — Београд, 10. мај 2004) био је српски глумац.

## Улоге
| Год.       | Назив                                          | Улога                                         |
| ---------- | ---------------------------------------------- | --------------------------------------------- |
| 1960-е     |                                                |                                               |
| 1965.      | Проверено, нема мина                           | Партизан                                      |
| 1965.      | Инспектор                                      | Портир у хотелу                               |
| 1966.      | Војник                                         |                                               |
| 1968.      | Самци (ТВ серија)                              |                                               |
| 1968.      | Швабица (ТВ)                                   |                                               |
| 1968.      | Мартин Крпан с врха (ТВ)                       |                                               |
| 1968−1969. | Сачулатац (серија)                             | Милиционер                                    |
| 1969.      | Поглед уназад (ТВ)                             |                                               |
| 1969.      | Суфле (ТВ)                                     |                                               |
| 1969.      | Лек од љубави (ТВ)                             | Учитељ играња                                 |
| 1969.      | Господин фока (ТВ)                             | Човек у биоскопу                              |
| 1969.      | Баксуз (мини-серија)                           |                                               |
| 1969.      | Рађање радног народа (серија)                  |                                               |
| 1969.      | Музиканти (серија)                             |                                               |
| 1970-е     |                                                |                                               |
| 1970.      | Хајдучија (ТВ)                                 | Винко Милосављевић                            |
| 1970.      | Србија на Истоку (ТВ)                          | Инспектор                                     |
| 1970.      | Десет заповести (серија)                       | Радник                                        |
| 1970.      | Љубав на сеоски начин (серија)                 | Поштар                                        |
| 1970−1971. | Леваци (серија)                                | Милиционер/Милинковићев колега                |
| 1971.      | Хроника паланчког гробља (мини-серија)         |                                               |
| 1972.      | Грађани села Луга (серија)                     |                                               |
| 1973.      | Филип на коњу (мини-серија)                    |                                               |
| 1973.      | Бела кошуља (ТВ)                               | Радник циглане                                |
| 1973.      | Позориште у кући (серија)                      | Милиционер                                    |
| 1973.      | Камионџије (серија)                            | Љубиша                                        |
| 1973.      | Паја и Јаре                                    |                                               |
| 1973.      | Позориште у кући 2 (серија)                    | Медицински брат                               |
| 1974.      | Ујеж (ТВ)                                      | Живота Јанковић                               |
| 1974.      | Реквијем за тешкаша (ТВ)                       |                                               |
| 1974.      | Кошава                                         | Незапослени                                   |
| 1974.      | Димитрије Туцовић (серија)                     |                                               |
| 1975.      | Ђавоље мердевине (серија)                      |                                               |
| 1976.      | Чувар плаже у зимском периоду                  | Конобар у ресторану                           |
| 1976.      | Повратак отписаних                             | Матија                                        |
| 1978.      | Повратак отписаних (ТВ серија) (серија)        | Матија                                        |
| 1979.      | Прва српска железница (ТВ)                     |                                               |
| 1979.      | Слом (серија)                                  | Наредник                                      |
| 1979.      | Господин Димковић (ТВ)                         | Конобар                                       |
| 1980-е     |                                                |                                               |
| 1980.      | Врућ ветар (серија)                            | Секретар фудбалског клуба                     |
| 1981.      | Светозар Марковић (серија)                     |                                               |
| 1981−1982. | Приче преко пуне линије (серија)               | Милиционер                                    |
| 1982.      | Последњи чин (серија)                          | Мајсторовић                                   |
| 1984.      | Дивља патка (ТВ)                               |                                               |
| 1984.      | Проклета авлија (ТВ)                           | Затвореник                                    |
| 1984.      | Бањица (ТВ серија) (серија)                    |                                               |
| 1984.      | Јагуаров скок                                  | Бата Паја, келнер                             |
| 1984.      | Судбина уметника - Ђура Јакшић                 | порота                                        |
| 1984.      | Убица (ТВ драма)                               | Жандарм                                       |
| 1985.      | Судбина уметника - Ђура Јакшић                 | Порота                                        |
| 1986.      | Приче са краја ходника                         | Портир                                        |
| 1986.      | Тајна Лазе Лазаревића                          | Судија                                        |
| 1986.      | Одлазак ратника, повратак маршала (серија)     | Агент Љубиша                                  |
| 1987.      | Сазвежђе белог дуда (серија)                   | Вељко Ранковић, ћурчија                       |
| 1987.      | Хајде да се волимо                             | Шеф месне заједнице                           |
| 1987−1988. | Вук Караџић (серија)                           |                                               |
| 1987−1990. | Бољи живот (серија)                            | Председник комисије/Продавац у музичкој радњи |
| 1988.      | Четрдесет осма — Завера и издаја (мини-серија) | Мило из комитета                              |
| 1989.      | Мистер Долар (ТВ)                              | Новинар                                       |
| 1989.      | Другарица министарка (серија)                  |                                               |
| 1989.      | Недељом од девет до пет                        | Гледалац у биоскопу                           |
| 1990-е     |                                                |                                               |
| 1991.      | Смрт госпође министарке (ТВ)                   | Глумац                                        |
| 1991.      | Мала шала (ТВ)                                 | Конобар                                       |
| 1991.      | Глава шећера (ТВ)                              | Други кмет                                    |
| 1991.      | У име закона (серија)                          | Маринко                                       |
| 1993.      | Срећни људи (серија)                           | Председник синдиката                          |
| 1994.      | Божићна песма (документарни филм)              | Унук                                          |
| 1994.      | Театар у Срба (серија)                         |                                               |